# IC 3664
IC 3664 је појединачна звијезда у сазвјежђу Береникина коса која се налази на листи објеката дубоког неба у Индекс каталогу.
Деклинација објекта је + 19° 56' 40" а ректасцензија 12h 41m 41,4s.